# Gernbach (Kaltenbach)
Der Gernbach ist ein ganzjähriges Fließgewässer im Alpenvorland westlich von Raubling.
Er entsteht am südwestlichen Rand des Moorgebietes der Sterntalfilze, verläuft in einem Bogen bis zur Mündung von rechts in den Kaltenbach.
Der Gernbach bildet teilweise den südwestlichen Rand des FFH-Gebietes Moore um Raubling.